# 葉室古墳群

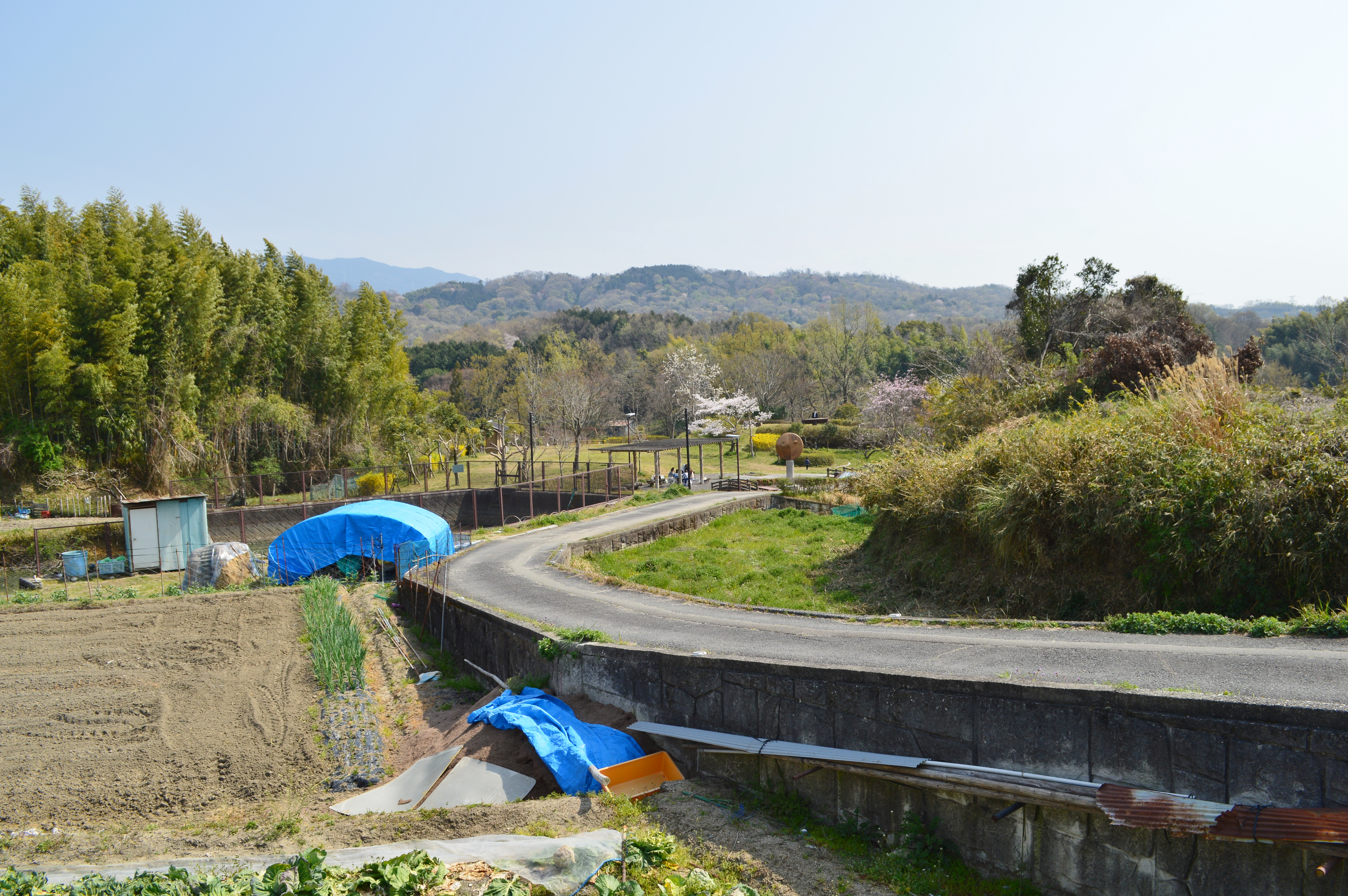
釜戸塚古墳（右）・石塚古墳（中央右奥）
・葉室塚古墳（左奥）

葉室古墳群（はむろこふんぐん）は、大阪府南河内郡太子町葉室にある古墳群。磯長谷古墳群の構成支群。史跡指定はされていない。

## 概要
大阪府南東部、二上山山麓の磯長谷において、山田集落の南西から葉室集落の東に向かって東西に伸びる丘陵上に営造された古墳時代終末期の古墳群である。釜戸塚古墳・石塚古墳・葉室塚古墳（越前塚古墳）・モンド塚古墳などにより構成される。これまでに1972年（昭和47年）に実測調査が実施されている。
この葉室古墳群は、皇族陵墓や畿内大豪族の墓に見られる岩屋山式石室の採用が認められる点や、葉室塚古墳の墳丘規模が当時の天皇陵に匹敵する点に特色を有する。また各古墳は南からの視線を意識した築造になり、南方で同時期に営造された一須賀古墳群との強い関連性も認められる。太井川流域では、時代が下るとともに九流谷古墳群→太子西山古墳（現・敏達天皇陵）→葉室古墳群と営造地が上流へと移動し、葉室古墳群では特に密集する様相を示す。その時期は蘇我氏が勢力を大きく伸長する時期に相当し、また一須賀古墳群は蘇我氏関連の渡来人の墳墓群といわれることから、本古墳群は特に蘇我氏と関連の深い遺跡になるとする説がある。磯長谷では敏達・用明・推古・孝徳天皇陵および聖徳太子墓に治定される古墳も立地しており、古墳時代終末期・飛鳥時代当時の政治情勢を考察するうえで重要視される古墳群になる。
現在の古墳群の墳丘上は開墾されて果樹園等に利用されているほか、一部は葉室公園として保存されている。

## 一覧

### 釜戸塚古墳

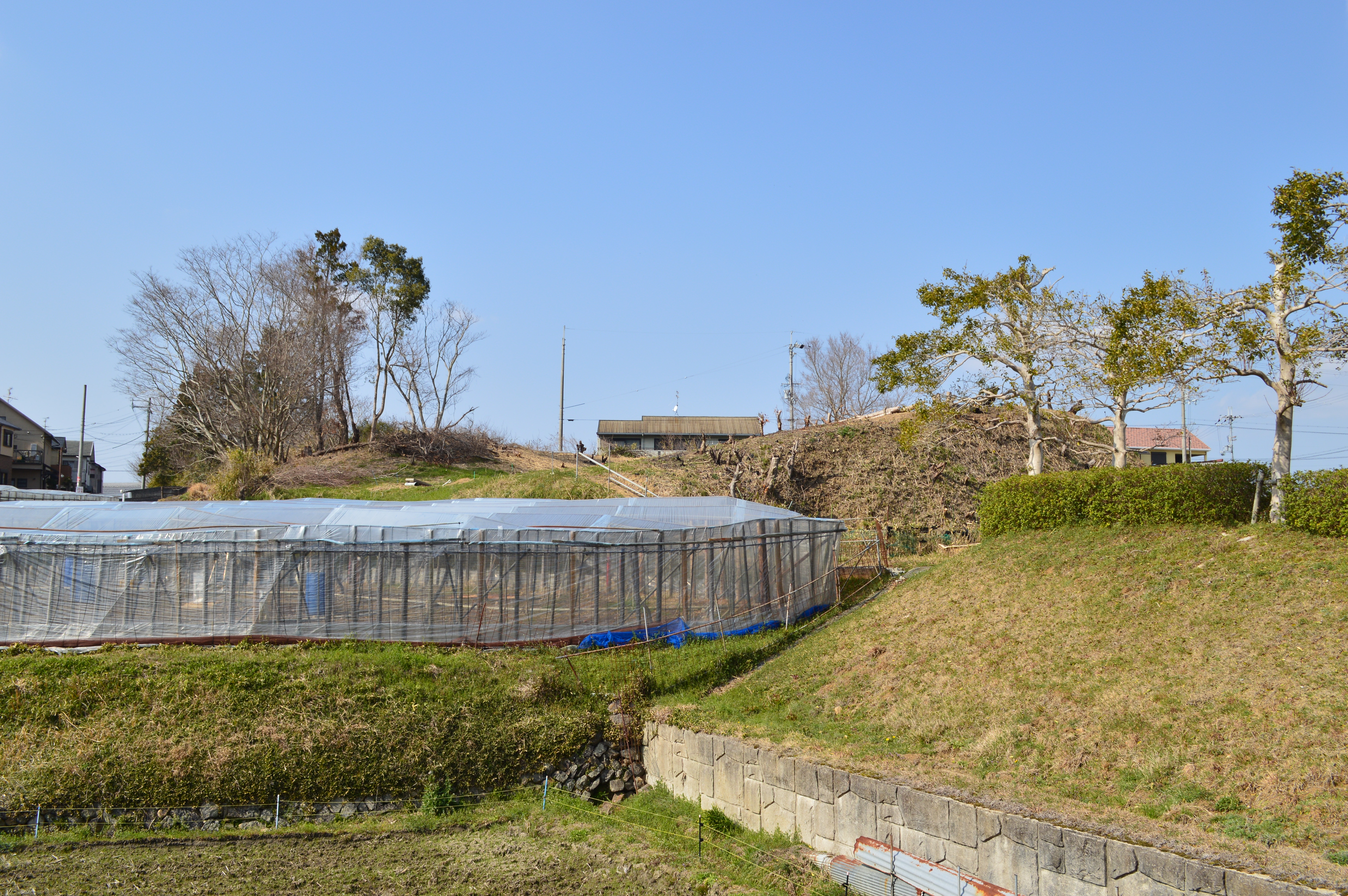
釜戸塚古墳中央に石室痕跡の窪み。

釜戸塚古墳（かまどづかこふん、北緯34度30分41.09秒 東経135度38分32.64秒）は、円墳。墳丘は直径45メートル、現存高さ5メートル余を測るが、墳丘は早い段階から大きく破壊を受けている（開墾時には既に破壊後であったという）。墳丘外表で埴輪は検出されていないが、墳丘上の開墾時には葺石と推測される石の散在が見られたという。墳丘周囲には馬蹄形の周濠が巡らされる。埋葬施設は横穴式石室とされ、残存石材の様相から岩屋山式石室（岩屋山古墳（奈良県高市郡明日香村）の石室形式）の可能性が高いとされる。築造時期は7世紀前半頃と推定される。
磯長谷では、天皇陵治定の古墳以外で周濠を有するのは釜戸塚古墳と葉室塚古墳のみであり、本古墳の場合には叡福寺北古墳（聖徳太子墓）と同等規模で同形式石室でもあることから、相当に有力な豪族の墓と推測される。なお、「釜戸塚」の古墳名と『続日本紀』文武天皇元年（697年）8月条の「紀朝臣竈門娘」を関連づけて紀氏の墓とする説があるが、古墳名は単に当地の土がかまど造りに利用されたことの由来として否定する説もある。

### 石塚古墳

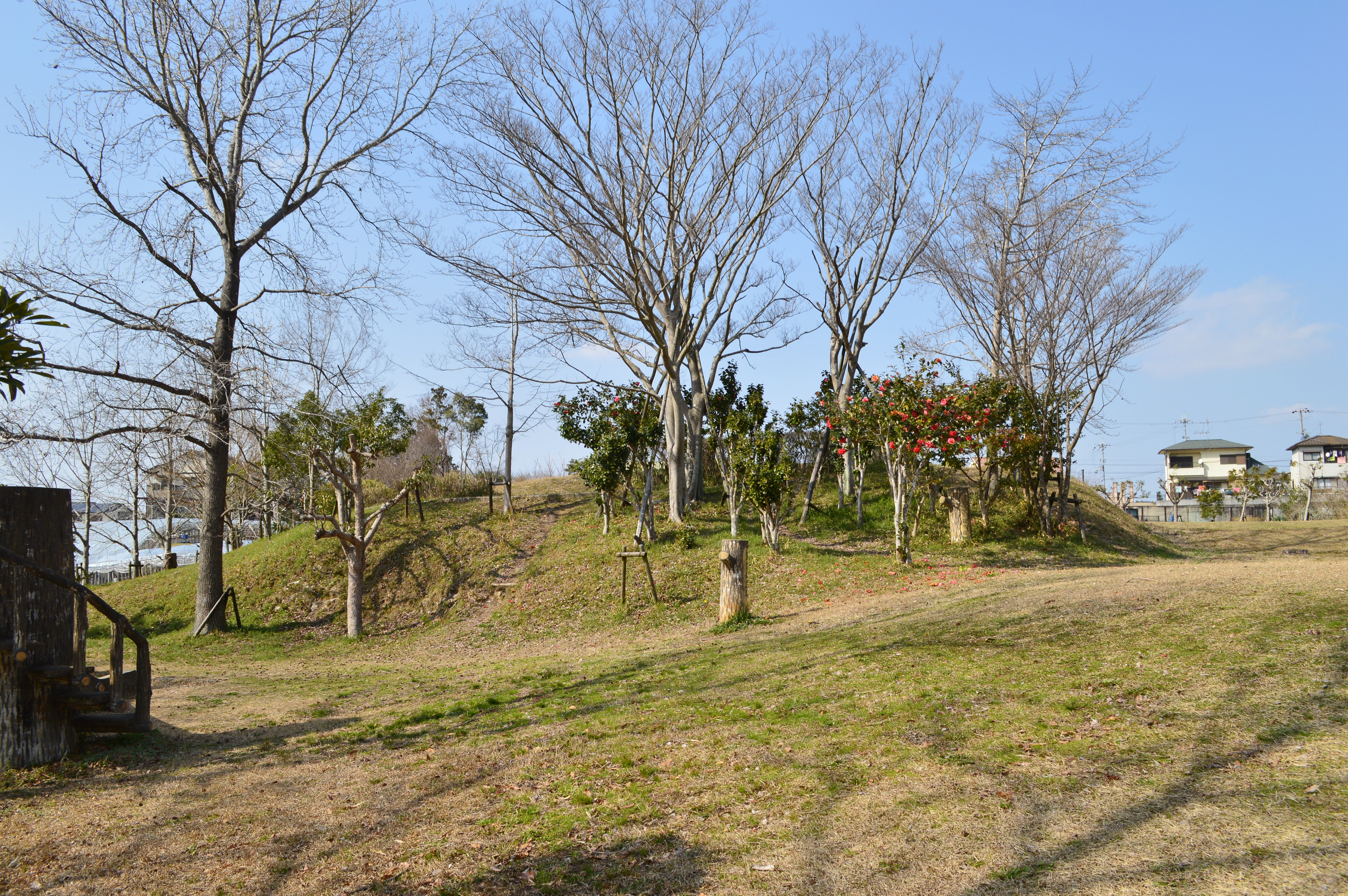
石塚古墳

石塚古墳（いしづかこふん、葉室石塚古墳、北緯34度30分38.94秒 東経135度38分33.84秒）は、円墳（旧説では方墳）。墳丘は直径30メートル、高さ4メートルを測る。墳丘外表で埴輪は検出されていないが、葺石と推測される石の散在が認められる。埋葬施設は横穴式石室であるが、現在までに破壊されている。石室は全長10.6メートル、玄室長さ6.1メートル・幅2.1メートル・高さ2.6メートル、羨道幅1.7メートル・高さ1.8メートルを測った。岩屋山式石室と類似点は見られるがやや先行する形式とされる。また玄室には家形石棺、羨道には木棺が存在したという。出土品として、須恵器2点として坩および長頸壺（頸部残片）のみが伝わる。築造時期は6世紀末-7世紀初頭頃と推定される。

### 葉室塚古墳

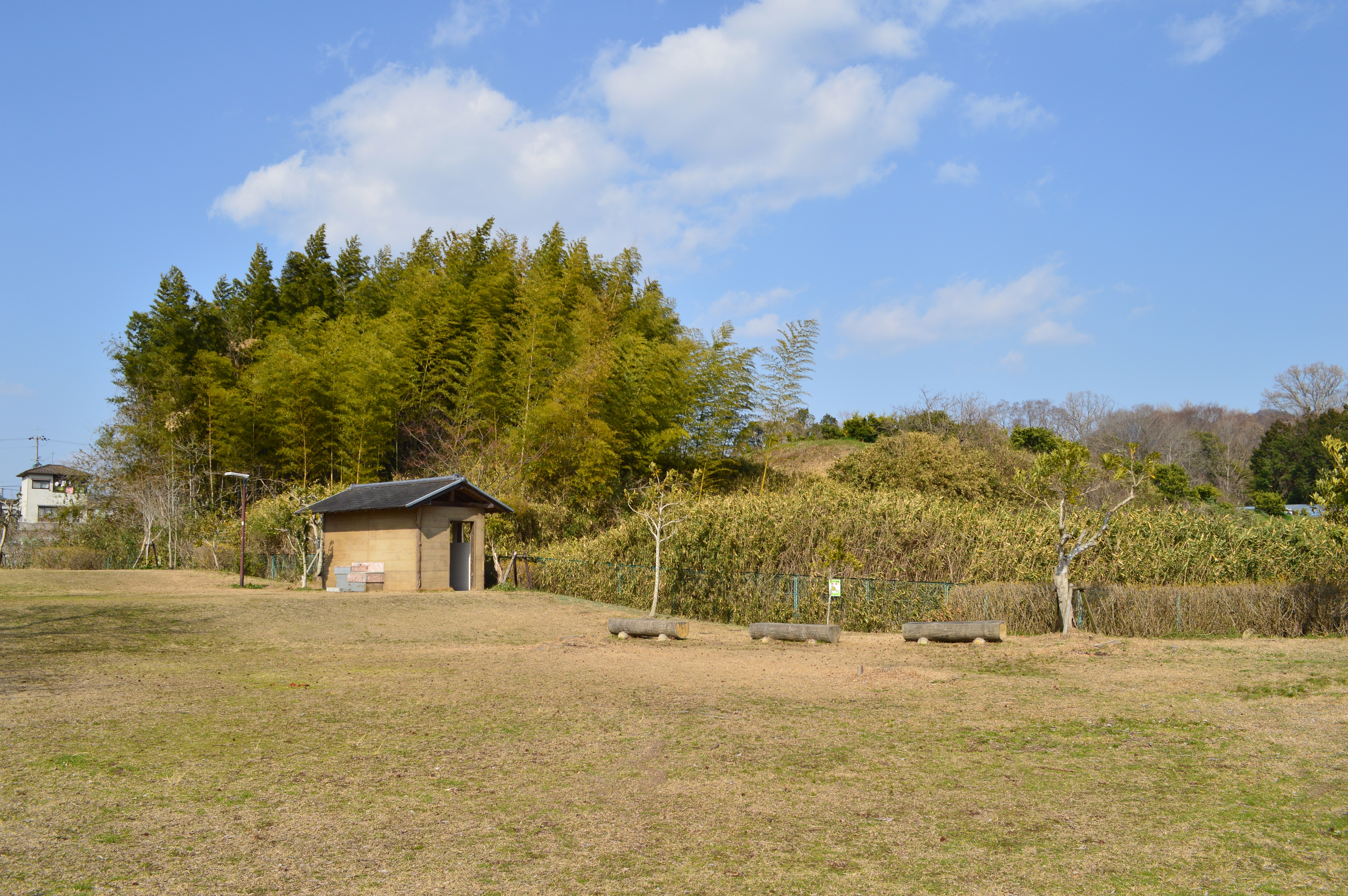
葉室塚古墳左に西墳丘、右奥に東墳丘。

葉室塚古墳（はむろづかこふん）または越前塚古墳（こしまえづかこふん、北緯34度30分40.17秒 東経135度38分36.33秒）は、長方形墳（長方墳）または双方墳（方墳2基の連接）とされるが、いずれかは詳らかでない。墳丘は2段築成で東西方向を長辺とし、東西75メートル、南北55メートル、高さ8メートル余を測るが、特に西半部で大きく破壊を受けている。墳丘周囲の一部には周濠が認められる。埋葬施設は明らかでないが、西半部・東半部それぞれに南方に開口する横穴式石室が存在したと推測される。築造時期は7世紀前半頃と推定される。
磯長谷では、長方形墳または双方墳の形式として山田高塚古墳（太子町山田、推古天皇・竹田皇子合葬陵墓）や二子塚古墳（太子町山田）が知られ、墳丘比率の点でも共通性が指摘される。また本古墳の墳丘規模は当時としては用明天皇陵（太子町春日の春日向山古墳）や推古天皇合葬陵墓に匹敵する天皇陵クラスになるため、特に敏達天皇・石姫皇女合葬陵の真陵とする説もある（現合葬陵である太子町太子の太子西山古墳は埴輪の存在により比定に疑問を抱える）。しかし、本古墳付近で古墳が密集する点では他の天皇陵と様相が異なるため、他に天皇に匹敵する豪族（特に蘇我氏）の墓とする説も挙げられており、被葬者は未だ詳らかでない。

## 関連文献
（記事執筆に使用していない関連文献）
- 『一須賀・葉室古墳群 -葉室地区の調査-』大阪府教育委員会、1984年。